# Ludgate

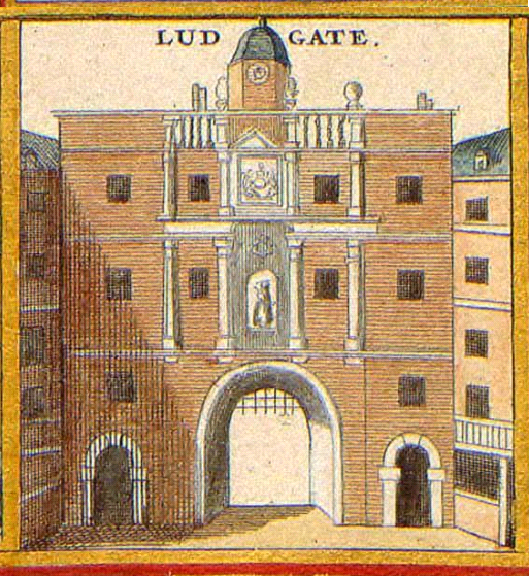
Ancienne illustration de la porte Ludgate

Ludgate était l'une des sept portes historiques de la Cité de Londres.

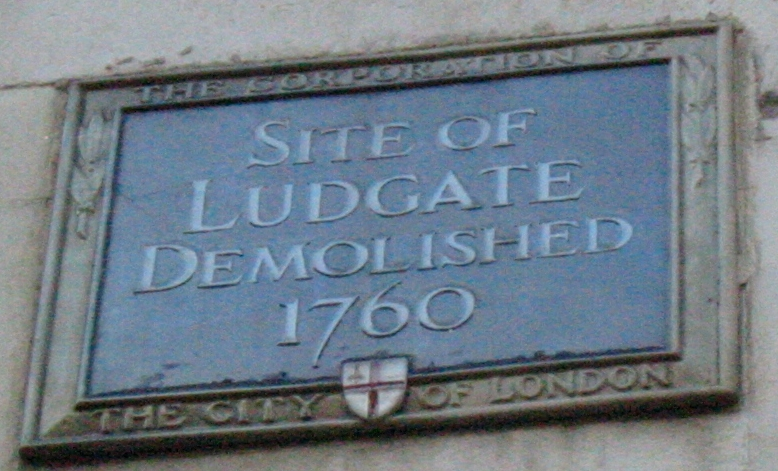
Ludgate plaque London

Elle fut démolie en 1760.